# 齋藤弘毅
齋藤 弘毅（さいとう こうき、2002年9月21日 - ）は、ジャパンラグビーリーグワンの日本製鉄釜石シーウェイブスに所属しているラグビーユニオン選手。

## 経歴
流通経済大学付属柏高等学校では、新高2の春に全国高等学校選抜ラグビーフットボール大会に先発ウイングで出場した。高2冬の花園（全国高等学校ラグビーフットボール大会）では、先発のセンターやウイングで、準々決勝まで進んだ。
2021年、日本体育大学に進学。2年次び関東大学春季大会から公式戦に出場した。
2025年4月4日、ジャパンラグビーリーグワンの日本製鉄釜石シーウェイブスへの加入が発表された。